# سید علی آقازاده دافساری
سید علی آقازاده دافساری (زادهٔ ۵ دی ۱۳۳۴) نمایندهٔ حوزهٔ انتخابیهٔ رشت در مجلس شورای اسلامی بود. او فرماندهٔ سابق بسیج و سپاه استان گیلان و نیروی انتظامی استان گیلان، و همچنین عضو اسبق کمیسیون امنیت ملی و سیاست خارجی در دورهٔ هشتم مجلس شورای اسلامی بوده‌است. در انتخابات دوره یازدهم مجلس در همان دور اول با قرار گرفتن در ۳ لیست اصلی اصولگرایان و همچنین سرلیستی در سال ۱۳۹۸ با کسب ۲۱ درصد آرا و با ۴۷۰۵۷ رای ، به‌عنوان نفر دوم وارد بهارستان و نمایندهٔ منتخب حوزه انتخابیه رشت شد. سید علی آقازاده عضو کمیسیون امنیت ملی و سیاست خارجی در مجلس بود. همچنین ریاست کمیته دفاع این کمیسیون را نیز برعهده داشت.

## حضور در انتخابات‌ها

### انتخابات نهمین دوره مجلس
سید علی آقازاده دافساری در انتخابات نهمین دوره مجلس نیز شرکت نمود که در این انتخابات حسن تأمینی در مرحلهٔ یک در انتخابات پیروز شد و رقابت برای کرسی‌های باقی‌مانده، بین، جبار کوچکی‌نژاد و سید علی آقازاده دافساری و غلامعلی جعفرزاده ایمن آبادی و نظر علی علیزاده به مرحلهٔ ۲ کشیده شد. در پایان شمارش آرای «مرحله دوم نهمین دوره انتخابات مجلس شورای اسلامی»، غلامعلی جعفرزاده ایمن آبادی و جبار کوچکی نژاد، به همراه حسن تأمینی لیچائی که در دور نخست نهمین انتخابات مجلس شورای اسلامی، حائز شرایط کسب اکثریت حداقل یک چهارم آراء شده‌بود، از حوزه انتخابیه رشت به نهاد قانون‌گذاری راه یافتند.

### انتخابات دهمین دوره مجلس
در انتخابات دهمین دوره مجلس اختلاف نفر دوم انتخابات مجلس در مرحله دوم از شهر رشت با نفر سوم، فقط ۱۶۰۰ رأی بود و سید علی آقازاده دافساری تنها با اختلاف ۱۶۰۰ رأی نسبت به محمدصادق حسنی، در جایگاه سوم انتخابات در مرحلهٔ دوم قرار گرفت، و مجدداً از ورود مجدد به مجلس بازماند

### انتخابات یازدهمین دوره مجلس
در دور یازدهم انتخابات مجلس او با ۴۷۰۵۷ رای  بعد از جبار کوچکی نژاد دوم و به بهارستان راه پیدا کرد.